# Monasterio de San Felice
El monasterio de San Felice fue uno de los principales monasterios benedictinos femeninos de Pavía; fundada desde la época lombarda, fue suprimida en el siglo XVIII. Parte de la iglesia y la cripta sobreviven del complejo lombardo original.

## Historia
El primer testimonio de este monasterio se remonta al año 760, cuando el rey lombardo Desiderio y su esposa, la reina Ansa, lo donaron al monasterio de Santa Julia en Brescia. La institución fue confirmada en 851 como dependencia del monasterio de Brescia con el nombre de la Reina: Lotario I y Luis el Germánico la donaron a Gisela, la hija de Lotario I. En 868 el monasterio fue donado por el emperador Luis el Germánico a su esposa Engelberga, posesión confirmada por el rey Arnulfo de Carintia en 889. En 890 Etelswita, hermana del rey inglés Alfredo el Grande y esposa del rey de Mercia Burgred, que murió mientras estuvo en Pavía en 888, fue enterrada en su interior. En 891 Guido III de Spoleto donó el monasterio a su esposa Ageltruda y en ese año cesó la dependencia del monasterio de Pavía del de Brescia.
La institución pasó entonces al control de los reyes de la dinastía otoniana: una placa colocada en el interior de la iglesia recuerda las intervenciones edificatorias patrocinadas por el emperador Otón III en 980. El mismo soberano en 1001 confirmó al monasterio los privilegios y donaciones obtenidos por el anterior reyes y emperadores, recordando también que la institución guardaba una reliquia del madero de la Cruz, junto a los restos del mártir dálmata Félix. El monasterio recibió numerosas donaciones imperiales y diplomas de inmunidad y confirmación de sus posesiones por parte de los emperadores Otón III, Enrique II, Conrado II, Enrique IV. En particular, con el diploma del emperador Enrique II en 1014, el monasterio obtuvo bienes en el lago Mayor, en Coronate, Voghera, Travacò Siccomario, Pieve Porto Morone y Tromello.
En el siglo XV el monasterio pasó por una fase de gran desarrollo y obtuvo posesiones y derechos de Filippo Maria Visconti, Bianca Maria Visconti, Bona de Saboya y Ludovico Sforza. En la misma época, la importancia del monasterio atrajo entre las monjas a varias jóvenes representantes de las principales familias nobles de la ciudad, como la abadesa Andriola de 'Barrachis, que gobernó el monasterio entre 1446 y 1506. Andriola, que también fue pintora (algunas de sus obras se conservan en los Museos Cívicos), y acogiendo entre las monjas exponentes de los principales linajes urbanos, como la abadesa Andriola de 'Barrachis (documentada entre 1446 y 1506), pintora de gran talento (en los Museos Cívicos de Pavía dos de sus cuadros), que hacia 1490 hizo reconstruir gran parte del monasterio en estilo renacentista. El monasterio fue suprimido en 1785, cuando aún quedaban 60 monjas en el monasterio. Después de la supresión, el gobierno austriaco encargó al arquitecto Leopoldo Pollack que transformara el monasterio en un orfanato (la sobria fachada neoclásica de Piazza Botta fue entregada a Pollack). El orfanato estuvo activo desde 1792 hasta alrededor de 1950, cuando fue cedido a la universidad de Pavía. Actualmente alberga los Departamentos de Filosofía y Psicología y el Departamento de Economía.

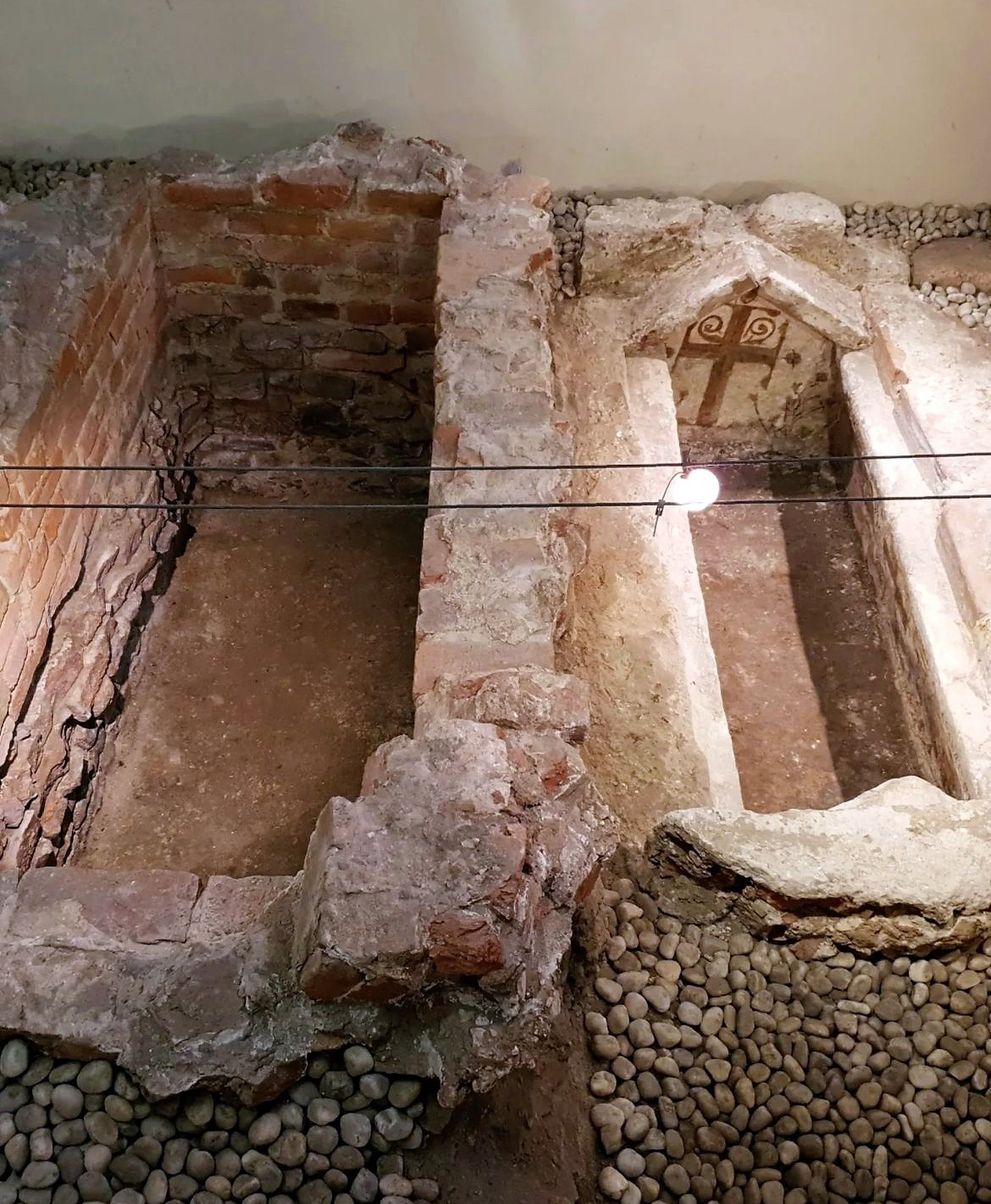
Tumbas lombardas encontradas en el interior de la iglesia.
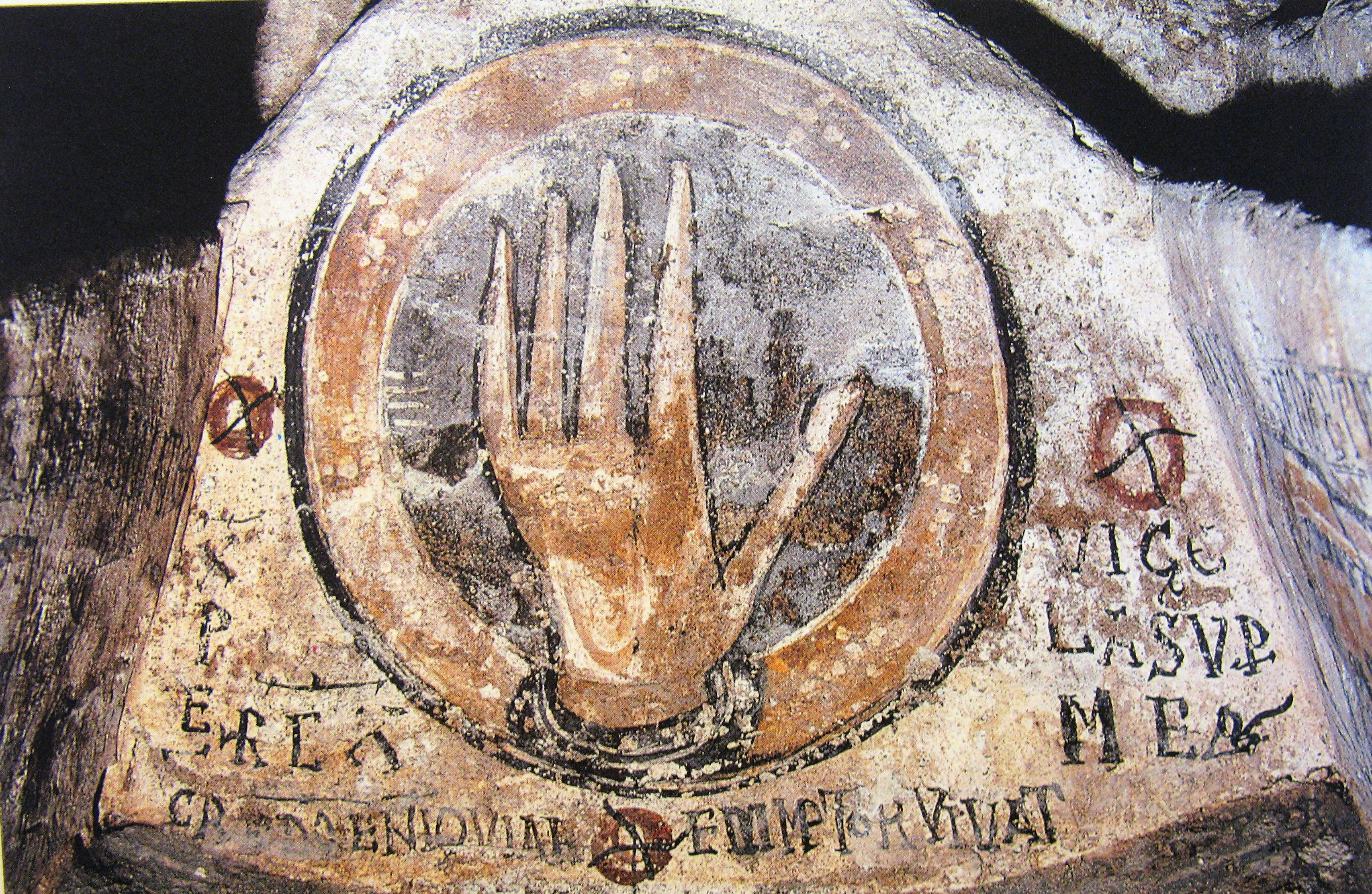
Las decoraciones de una de las tumbas (siglo VIII).
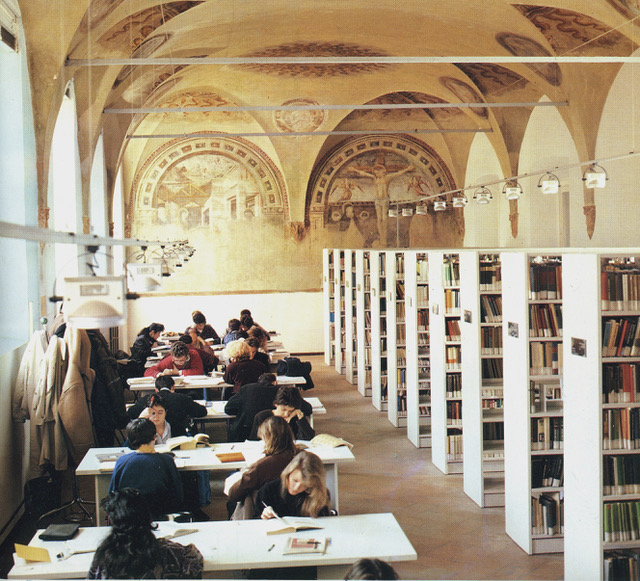
Biblioteca de la Facultad de Económicas.
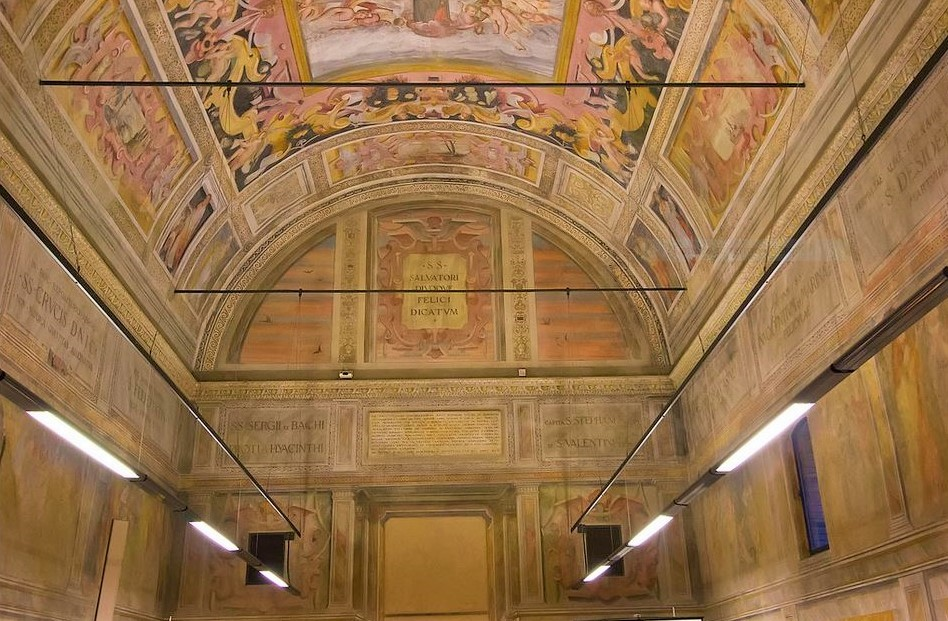
El interior de la antigua iglesia.
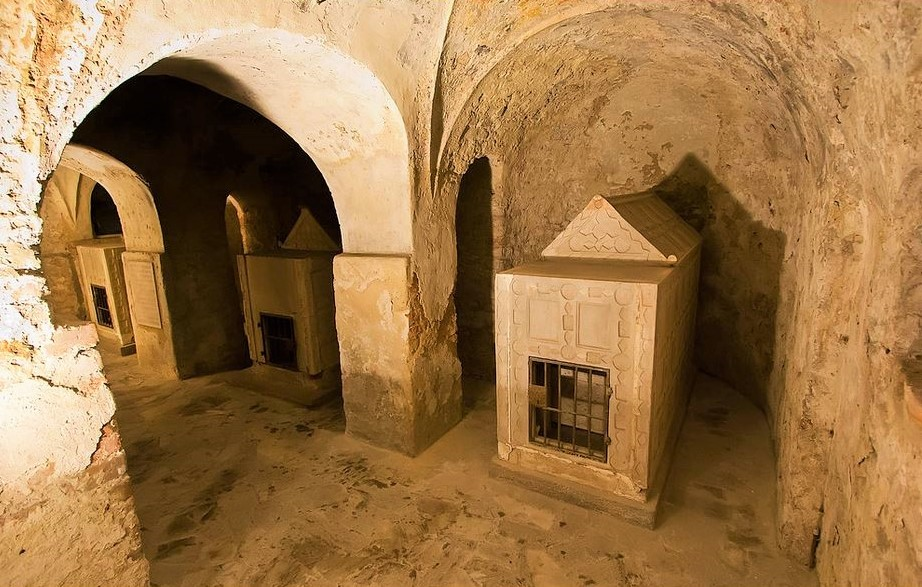
La cripta con las arcas (siglo X).
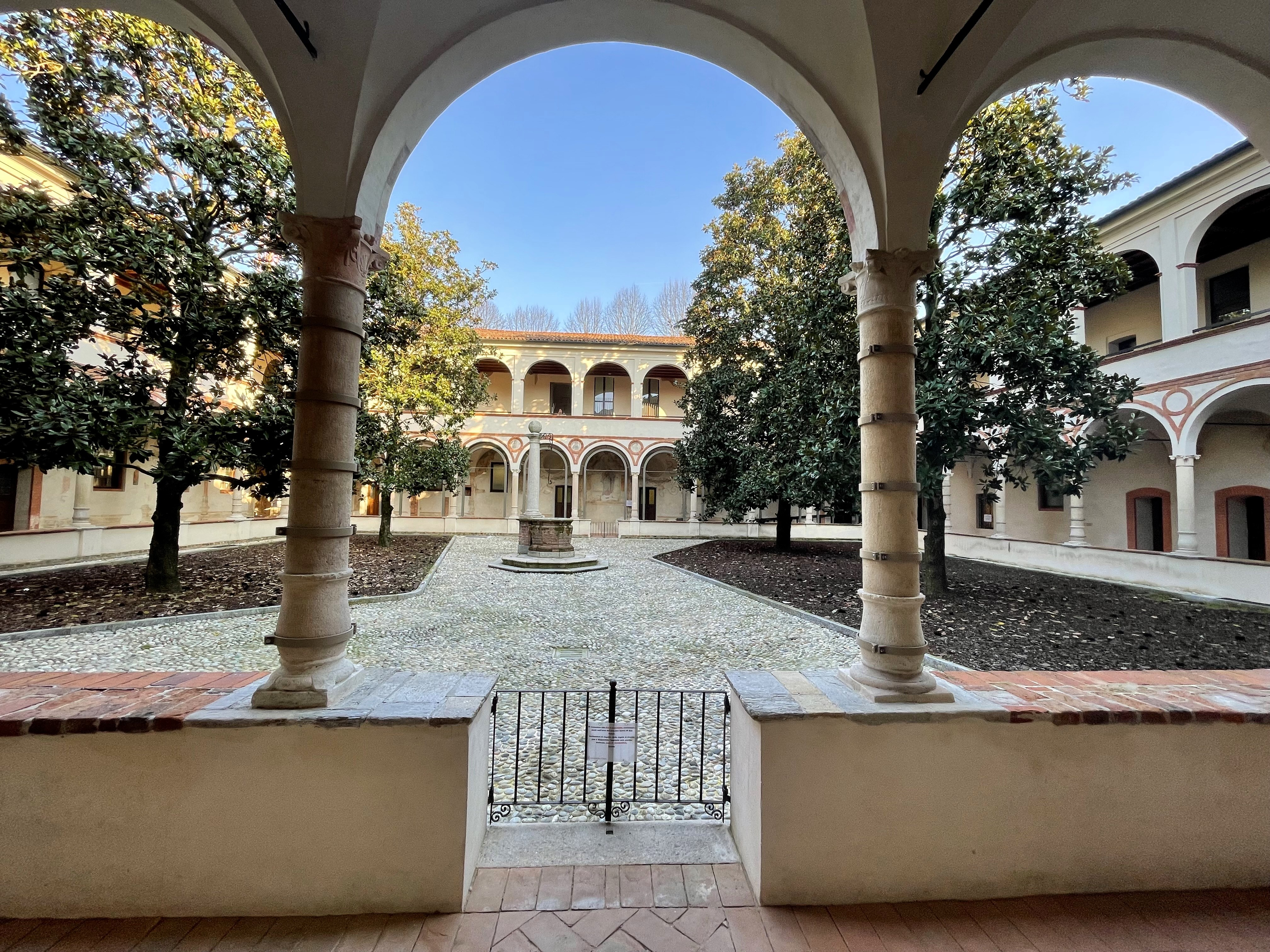
El claustro, 1493-1500.

## Arquitectura
Recientes excavaciones arqueológicas han permitido reconstruir con mayor precisión los hechos arquitectónicos de la iglesia, que data de entre los siglo VIII y fue construida sobre restos de construcciones tardorromanas. Originalmente el edificio era de una sola nave y estaba dotado de tres ábsides y disponía de un atrio exterior, destinado a zona sepulcral, incorporado a la iglesia en el siglo X. Durante las excavaciones de 1996/97 se encontraron ocho tumbas (mientras que otros entierros salieron a la luz en vía San Felice), algunos de los cuales están pintados al fresco en el interior con imágenes sagradas y que son visibles dentro de la sala de la universidad que ocupa el espacio de la antigua iglesia. Estos entierros datan del siglo VIII y en uno de ellos hay una inscripción con el nombre de la abadesa Ariperga mientras que en otra tumba se encontró el esqueleto de una monja acompañado de un anillo de bronce dorado con una gema incrustada y zapatos de cuero en la parte inferior pies.
En el exterior, a lo largo de vía San Felice, todavía se puede ver la mampostería de la iglesia de los siglo VIII, caracterizada por altos arcos ciegos con pequeñas ventanas. El edificio sufrió intervenciones en el Renacimiento y la época moderna, como la creación de una logia para albergar el coro de monjas alrededor de 1490. En el siglo XVII la iglesia fue alargada y completamente renovada. Los escritos a lo largo de las paredes que enumeran las reliquias contenidas en el edificio sagrado también datan de estas intervenciones. En 1611 la abadesa Bianca Felicita Parata de Crema hizo transcribir el epígrafe en el muro norte de la iglesia con el que recordaban las intervenciones edificatorias queridas por el emperador Otón I.
Debajo de la iglesia se encuentra uno de los principales ejemplos de la arquitectura lombarda en Pavía: la cripta. El entorno está dotado de un corredor y provisto de tres ábsides y hornacinas excavadas en los muros laterales. La cripta tiene dos accesos, colocados a ambos lados de la misma, para permitir el descenso y ascenso durante los ritos y procesiones. En el interior de la cripta se encuentran grandes arcas relicarias de mármol blanco, con cubierta a dos aguas, que datan del siglo X y, probablemente, los escasos restos de yeso verde y negro en la bóveda de la sala también datan de la misma época. Cerca de la iglesia también hay un gran claustro renacentista. El claustro fue construido entre 1493 y 1500. Un capitel conserva una inscripción que recuerda cómo la abadesa Andriola de' Barrachis mandó hacer la obra en el año 1500. El claustro, de estilo renacentista, está dotado de 30 columnas de mármol con capiteles, terracota decoraciones de los arcos y clypei en los que están pintados al fresco bustos de monjas. Incluso en los arcos y muros quedan restos de frescos, en su mayoría del siglo XVI, mientras que en la parte norte del claustro hay un pilar de ladrillo, único elemento superviviente del anterior claustro románico.